# نيجني سرجي
نيجني سرجي (بالروسية: Нижние Серги) هي إحدى مدن روسيا في الكيان الفدرالي الروسي سفيردلوفسك أوبلاست.